# Voevolichan
Il Voevolichan (in russo Воеволихан?) è un fiume della Siberia Orientale, affluente di sinistra del Kotuj (ramo sorgentizio della Chatanga). Scorre nell'Ėvenkijskij rajon del Territorio di Krasnojarsk, in Russia.

## Descrizione
Il fiume ha origine sull'Altopiano Syverma dalla confluenza dei fiumi Voevolin e Chusmund e scorre in direzione settentrionale. Secondo la Grande enciclopedia sovietica, la lunghezza del fiume è di 356 km, mentre il Registro idrico statale (Государственный водный реестр) distingue il fiume Voevolichan, con una lunghezza di 184 km, dal suo ramo sorgentizio Chusmund, lungo 172 km. L'area del bacino è di 11 100 km². Il suo maggiore affluente, da sinistra, è il Kotujkan (lungo 237 km), che non va confuso con l'omonimo affluente del Kotuj. 
Il permafrost è diffuso in tutto il bacino. Il fiume gela tra la fine di settembre e l'inizio di ottobre e può congelarsi del tutto. Sgela a fine maggio - inizio giugno.